# Freda Huson
Freda Huson (Smithers, Columbia Británica, 24 de mayo de 1964), también conocida como Chief Howilhkat (Jefa Howilhkat en español), es una activista por los derechos de los indígenas canadiense, lideresa del pueblo Wet’suwet’en, que fue reconocida con el Premio Right Livelihood, considerado el Premio Nobel alternativo.

## Trayectoria
Huson nació en Smithers, en la Columbia Británica en 1964. Es la líder de la etnia Wet'suwet'en. Se convirtió en defensora de los derechos de los pueblos indígenas canadienses, respecto a su tierra y cultura ancestrales y a la protección del medio ambiente.

Wet'suwet'en en la Columbia Británica de Canadá, con el recorrido propuesto del oleoducto Enbridge Northern Gateway atravesando sus territorios.

En 2010, fundó el campamento Unist'ot'en, a orillas del río Morice, en Talbeetskwa, Columbia Británica, como centro de la resistencia para detener la construcción de un gasoducto de esquisto que atravesaría su territorio indígena. Huson se instaló allí en una cabaña de madera. Además, en el propio campamento creó un Centro de Curación desde el que ofrecer apoyo a aquellos indígenas que necesiten sanar sus traumas coloniales y reconectarse con la tierra.
En 2020, tras una resolución del Tribunal Supremo de la Columbia Británica por el bloqueo de las obras del gasoducto, Huson fue detenida por la Policía Montada de Canadá junto a otras 28 personas, siete de ellas pertenecientes a su propio campamento, entre las que se encontraba su hermana Brenda Michell y su sobrina Tait.

## Reconocimientos
En 2021, fue galardonada con el considerado como Premio Nobel alternativo, los Premios Right Livelihood 2021, por su esfuerzo por recuperar la cultura de su pueblo y la defensa de sus tierras, siendo también fueron reconocidos otros defensores de los derechos humanos y del medio ambiente como Marthe Wandou, Vladimir Sliwyak y la Iniciativa Legal para los Bosques y Medio Ambiente.